# Raucourt-au-Bois
Raucourt-au-Bois ist eine französische Gemeinde mit 152 Einwohnern (Stand 1. Januar 2022) im Département Nord in der Region Hauts-de-France. Sie gehört zum Kanton Avesnes-sur-Helpe im Arrondissement Avesnes-sur-Helpe.

## Lage
Die Gemeinde Raucourt-au-Bois liegt im Regionalen Naturpark Avesnois, 31 Kilometer östlich von Cambrai. Sie grenzt im Nordwesten und Nordosten an Louvignies-Quesnoy, im Südosten an Locquignol und im Südwesten an Englefontaine.

## Bevölkerungsentwicklung
| Jahr                       | 1962 | 1968 | 1975 | 1982 | 1990 | 1999 | 2010 | 2020 |
| Einwohner                  | 169  | 152  | 124  | 138  | 133  | 149  | 0    | 0    |
| Quellen: Cassini und INSEE |      |      |      |      |      |      |      |      |